# Maxomys ochraceiventer
Il ratto spinoso borneano dal ventre ocra (Maxomys ochraceiventer  Thomas, 1894) è un roditore della famiglia dei Muridi, endemico del Borneo.

## Descrizione
Roditore di medie dimensioni, con lunghezza della testa e del corpo tra 140 e 171 mm, la lunghezza della coda tra 128 e 175 mm, la lunghezza del piede tra 29 e 35 mm e la lunghezza delle orecchie tra 15 e 19 mm.
La pelliccia è corta e spinosa. Le parti superiori sono bruno-grigiastre o fulvo-rossicce, mentre le parti ventrali sono giallo-ocra brillante. La coda è lunga quanto la testa ed il corpo, è scura superiormente e più chiara sotto. Le femmine hanno un paio di mammelle pettorali, un paio post-ascellari e due paia inguinali.

## Biologia

### Comportamento
È una specie terricola.

## Distribuzione e habitat
Questa specie è endemica dell'Isola del Borneo.
Vive in foreste di Dipterocarpi e montane sopra i 300 metri di altitudine.

## Conservazione
La IUCN Red List, considerato che l'estensione del suo areale non è nota e ci sono poche informazioni sullo stato della popolazione, classifica M.ochraceiventer come specie con dati insufficienti (DD).